# MARPAT (камуфляж)
Камуфляж MARPAT (акронім MARPAT від англ. Marine pattern, дослівно  — камуфляж морської піхоти) — піксельний деформаційний військовий камуфляж, який використовується Корпусом морської піхоти США, розроблений у 2001 році. Нові однострої MCCUU з камуфляжем MARPAT почали надходити морським піхотинцям США з кінця 2002 року і до початку 2005 року вони повністю замінили старі однострої BDU з камуфляжем Woodland.
Дизайн і концепція камуфляжу MARPAT засновані на канадському камуфляжному шаблоні 1997 року CADPAT. Візерунок складається з дрібних прямокутних кольорових пікселів. Теоретично, це набагато ефективніший камуфляж, ніж стандартні нецифрові шаблони, оскільки дозволяє розробити візерунок, що деформує контури об'єкта на різних відстанях. Він також відомий як «цифровий камуфляж» або «digi-cammies» через використання камуфляжем піксельного мікрошаблону, на відміну від традиційних макрошаблонів з великих плям.
Уряд США запатентував шаблон камуфляжу MARPAT, включаючи особливості його виробництва. Відповідно до нормативних актів, візерунок камуфляжу та одяг і спорядження з ним, як-от рюкзаки MCCUU та ILBE, можуть постачатися армії лише авторизованими виробниками та не призначені для загального комерційного продажу, хоча на ринку доступні імітації, наприклад «Digital Woodland Camo» або «Digital Desert Camo».

## Історія

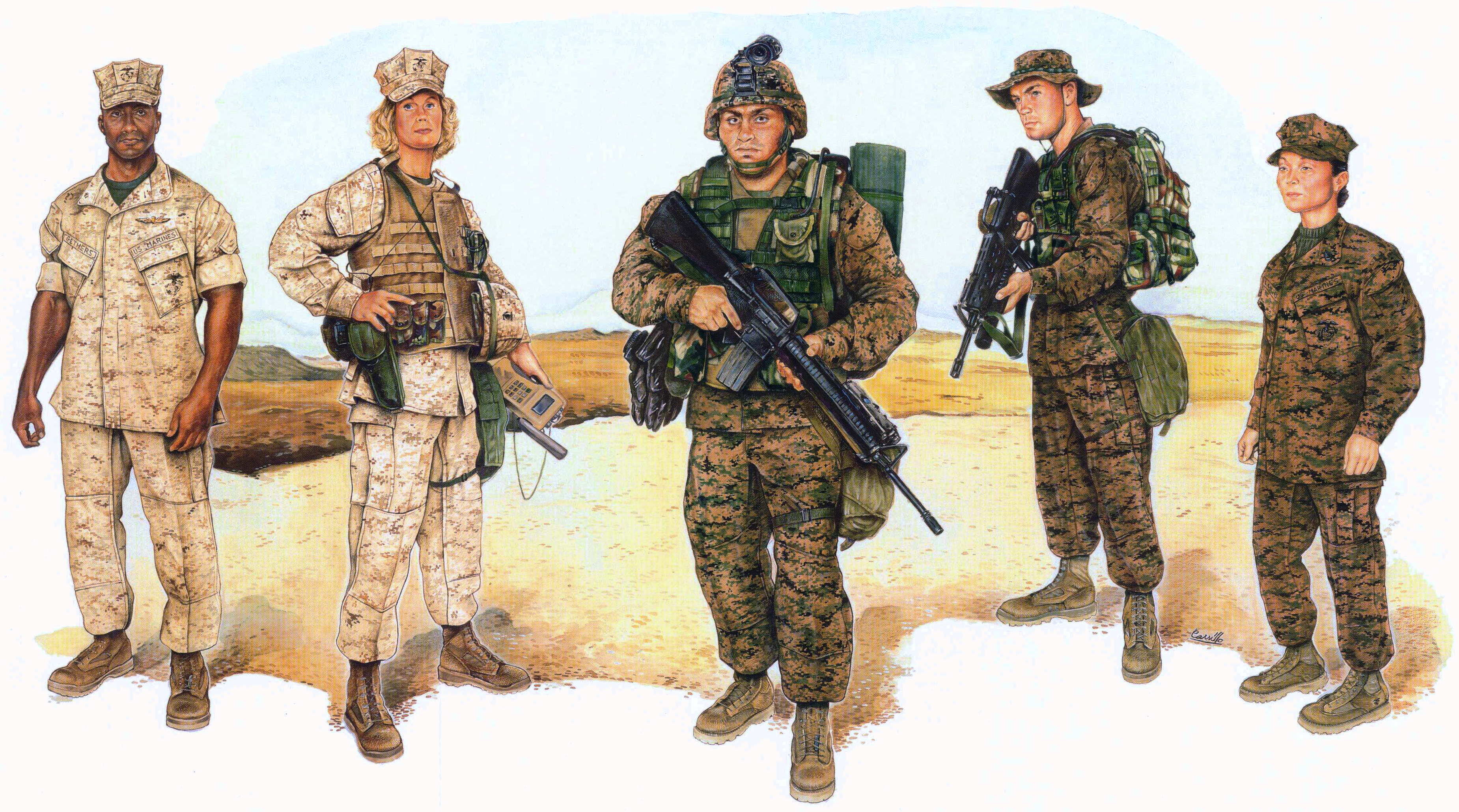
Малюнок 2003 року, що демонструє бойові однострої Корпусу морської піхоти у варіантах камуфляжу для пустелі та лісу

Концепція використання мініатюрних кольорових точок замість великих плям не нова. Під час Другої світової війни німецькі війська використовували різні візерунки, схожі на сучасний німецький камуфляж Flecktarn, які складались з невеликих різнокольорових плям.
Шаблон камуфляжу CADPAT Збройних сил Канади, на якому базувався дизайн американського камуфляжу MARPAT був розроблений ше в 1990-х роках.
Команда дизайнерів Корпусу морської піхоти США на чолі з Тімоті О'Нілом, яка відповідала за процес розробки нового камуфляжу, спочатку за сприяння Кеннета Генлі, а потім Джона Гейстермана-молодшого (обидва були діючими снайперами морської піхоти США), розглянула понад 150 різних камуфляжних візерунків, перш ніж вибрати три кращі зразки. Це були дві версії південнов'єтнамського камуфляжу Tigerstripe та дизайн африканського камуфляжу Rhodesian Brushstroke, обидва з яких були розроблені ще в 1960-х роках. Вплив камуфляжу Tigerstripe все ще можна побачити в остаточній версії MARPAT. Потім ці три зразки були реконструйовані з використанням нових піксельних форм і унікальних кольорових комбінацій, які дозволили отримати більш ефективний камуфляж, який би працював в різноманітних середовищах, що отримав назву MARPAT.

Нові зразки були випробувані в різних середовищах, вдень і вночі, з нічним баченням і різною оптикою. MARPAT надзвичайно добре пройшов тест для вологої уніформи за умов нічного бачення під час освітлення інфрачервоним випромінюванням, де звичайні камуфляжі виглядають суцільним контуром. У патенті MARPAT перераховані дослідження армії США щодо камуфляжу з фрактальним малюнком як основа для цього камуфляжу.

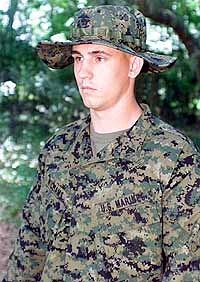
Морський піхотинець США демонструє однострій MCCUU з лісовою версією MARPAT (2001)

Зразок MARPAT був остаточно обраний у другому турі в порівнянні з сімома іншими зразками у Школі інструкторів скаутів-снайперів USMC.
Попередня розробка MARPAT почалася у квітні 2000 року, а його польові випробування разом із новою моделлю одностроїв MCCUU розпочались у 2001 році. Заявку на патент на зразок камуфляжу MARPAT було подано 19 червня 2001 року, а на однострій MCCUU 7 листопада 2001 року. Ранні прототипи пустельного візерунка MARPAT 2001 року містили сірий колір, тоді як остаточна версія — ні.
17 січня 2002 року новий камуфляж MARPAT був офіційно представлений в Кемп-Лежен, Північна Кароліна. Однострої з камуфляжем MARPAT стали стандартною формою для кандидатів в офіцери OCC-181 в MCB Quantico та новобранців 3-ї роти BN Mike в MCRD Сан-Дієго наприкінці 2002 року. У лютому 2003 року почали випускати нашоломники з камуфляжем MARPAT.
Заміна одностроїв з камуфляжами Woodland та 3-CDP на однострої з камуфляжем MARPAT була завершена 1 жовтня 2004 року, на рік раніше початково визначеної дати, встановленої у 2001 році — 1 жовтня 2005 року. На сьогодні це стандартний камуфляж Корпуса морської піхоти Сполучених Штатів.
Загалом процес розробки MARPAT від концепції до завершення зайняв 18 місяців, що є найшвидшим часом для розробки камуфляжу американськими військовими.
Для морських піхотинців було важливо мати власний, окремий від загальновійськового камуфляжу Збройних сил США, який би чітко ідентифікував своїх носіїв саме як морських піхотинців. Це було підкреслено речником морської піхоти під час презентації MARPAT, який зазначив: «Ми хочемо, щоб нас негайно впізнавали як силу, з якою потрібно рахуватися. Ми хочемо, щоб вони впізнавали нас за милю в наших нових уніформах». Через це Корпус морської піхоти США обмежує використання камуфляжу, запобігаючи його використанню в більшості інших підрозділів збройних сил Сполучених Штатів, за винятком деяких підрозділів ВМС США, пов'язаних з морськими піхотинцями.

## Версії та колірні гами

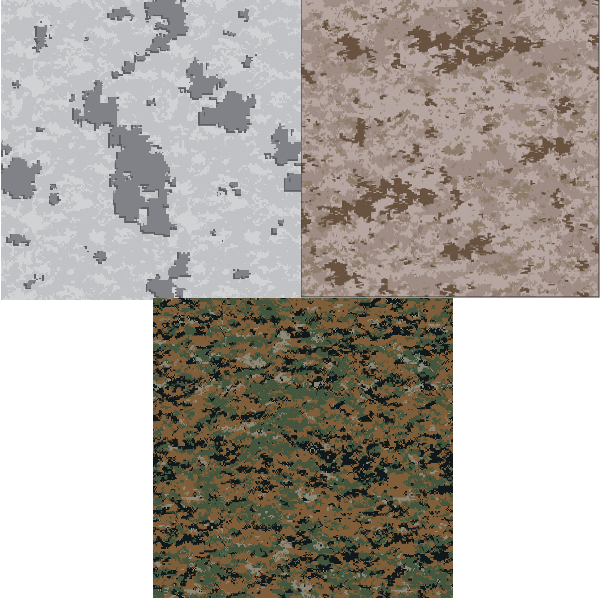
«Зимова», «Пустельна» та «Лісова» версії камуфляжу MARPAT

Різні співвідношення та варіації кольорів були протестовані перед тим, як остаточні візерунки-кандидати були надруковані на тканині для польових випробувань. Модифікована версія камуфляж Tigerstripe часів В'єтнамської війни також потрапила на останні випробування, але була виключена через те, що MARPAT був кращим у всіх середовищах. Мета оцифрованого шаблону — створити візуальний «шум» і запобігти ідентифікації оком будь-яких візуальних шаблонів. Таким чином, візерунок призначений для того, щоб не створювати будь-які контури, які можна розрізнити.
Було розроблено і протестовано три версії камуфляжу MARPAT: «Лісова» (Woodland), «Пустельна» (Desert) та «Урбаністична» (Urban). Зберігши за собою права на урбаністичну версію, Корпус морської піхоти затвердив для загального випуску лише лісову та пустельну версію, замінивши ними лісовий камуфляж Woodland та пустельний 3-колірний DCU. Також було затверджено піксельний сніговий камуфляж для використання взимку на верхніх шарах одягу, але для нього використовується інший шаблон — від канадської компанії Hyperstealth.
Знаки розрізнення, які носяться на одностроях з лісовою та пустельною версіями камуфляжу MARPAT однакові й виготовляються в коричневому кольорі Coyote Brown, середньому кольорі, який є спільним для обох версій.
Автентичний матеріал MARPAT вирізняється мініатюрною емблемою «Орел, глобус і якір», включеною у візерунок над літерами «USMC», як у лісовому, так і в пустельному візерунках.

## Подібні камуфляжі

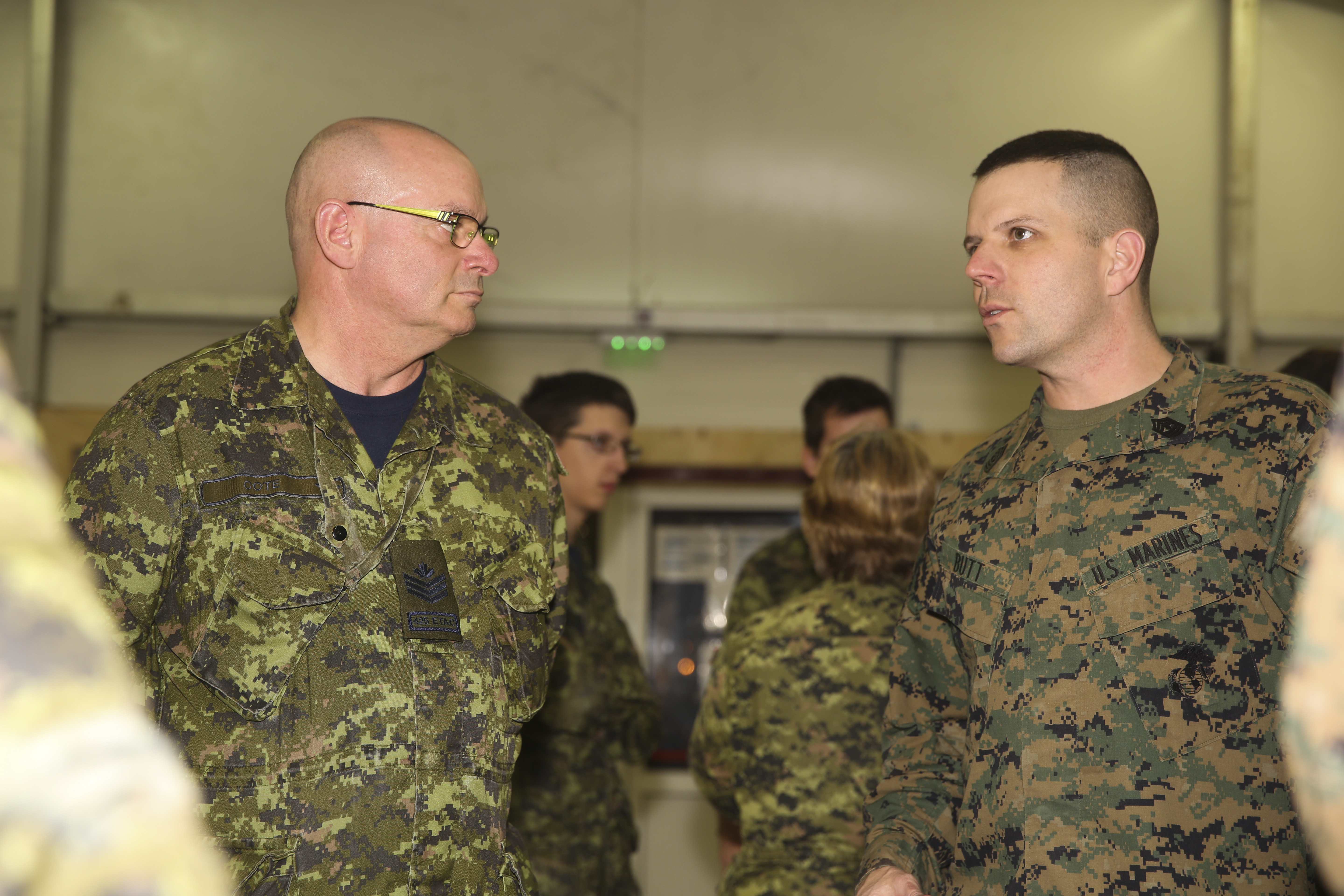
Канадський льотчик у CADPAT (ліворуч); морський піхотинець США, одягнений у MARPAT

MARPAT візуально схожий на камуфляж CADPAT збройних сил Канади, який був розроблений ще у 1990-х роках.
Армія Сполучених Штатів використовувала шаблони камуфляжів CADPAT та MARPAT при розробці у 2004 році свого універсального камуфляжу UCP для одностроїв ACU, який використовував набагато блідішу триколірну схему шавлієво-зеленого, сірого та пісочного кольорів. Після того, як під час війни в Афганістані виникли серйозні питання щодо ефективності цього камуфляжу, у 2015 році армія взяла на озброєння варіацію звичайного (непіксельного) шаблона комерційного камуфляжу MultiCam американської компанії Cry Precision, який під назвою камуфляж OCP повністю замінив цифровий камуфляж UCP у 2019 році.
Військово-повітряні сили Сполучених Штатів розробили власну бойову форму льотчика (ABU) для якої використовували напівпіксельний варіант камуфляжу Tigerstripe з незначною варіацією колірної гами UCP. До 2021 року його також було замінено на однострої з камуфляжем OCP.

Американський морський піхотинець у формі Desert MARPAT (зліва) та іракський поліцейський у робочій уніформі ВМС типу I (праворуч)

Наприкінці 2008 року Військово-морські сили Сполучених Штатів оголосили про схвалення цифрового камуфляжу на одностроях у стилі BDU. Робоча уніформа ВМС (NWU) була обрана опитуваними моряками для стабільності та довшого терміну служби, тоді як синьо-сіро-чорна форма типу I була розроблена з естетичних цілей, а не для маскування в морі. У січні 2010 року військово-морський флот почав розглядати нові зразки робочої форми військово-морського флоту, модифіковані з MARPAT, із малюнком пустелі типу II та зразком лісу типу III. Ці візерунки загалом темніші, ніж їхні відповідні еквіваленти MARPAT, модифіковані різними відтінками кольорів. Їх було введено, тому що синьо-сірий зразок типу I не був призначений для тактичного середовища (бойова форма у лісовій місцевості M81 і камуфляж у пустелі все ще використовувалися для цієї мети, доки не було введено зразки типу II та III). Негативна реакція морської піхоти, включаючи заперечення колишнього коменданта Конвея, призвела до обмежень, коли було випущено NAVADMIN 374/09: Модель типу II призначена лише для військово-морського військового персоналу під час розгортання, тоді як NWU Type III є стандартною уніформою для берегових робіт для всього військово-морського персоналу з 1 жовтня 2019 року. Синьо-сіра уніформа типу I була припинена.
Камуфляж ARMPAT, вірменська версія моделі MARPAT використовується Збройними силами Вірменії та Армією оборони Арцаху. Цей камуфляж має той самий дизайн, що й MARPAT, але з іншою колірною гамою.

## Користувачі
- Аргентина: лісова та пустельна версії камуфляжу використовувались морською піхотою Аргентини й деякими спецпризначенцями, зокрема SOFG та Amphibious Commandos Group[28].
- Багамські острови: використовувався бійцями RBDF[29].
- Болівія: лісова та пустельна версії камуфляжу використовувались окремими підрозділами армії та поліції Болівії з 2013 року[28].
- Боснія і Герцеговина[30]
- Бразилія: використовувався BOPE in woodland operations.[31]
- Еквадор: У 2007 році Еквадор прийняв візерунок із фігурами чорного, зеленого та кольору хакі на коричневому тлі[32].
- Грузія: лісова та пустельні версії були стандартним камуфляжем грузинських військових у 2007—2014 роках[29]. used on US-made uniforms, when it was replaced by MultiCam. Станом на 2017 рік все ще в обмежених кількостях використовувалась грузинською поліцією та парамілітарними підрозділами[29].
- Гаїті: використовується Збройними силами Гаїті[33].
- Індія: використовувався спецпідрозділами Garud Commando Force та Para SF для операцій в джунглях[34].
- Іран: лісова версія камуфляжу MARPAT використовувались спецпризначенцями IRGC Sepah forces[29].
- Кіпр: лісова версія камуфляжу MARPAT використовувались спецпризначенцями Кіпру[29].
- Ліван: лісова версія камуфляжу MARPAT використовувались спецпризначенцями, тоді як пустельна версія MARPAT використовувалась повітряно-десантними підрозділами.
- Монголія: клон камуфляжу MARPAT використовувався 084-м батальйоном сил спеціального призначення[28].
- М'янма: у 2022 році використовувались підрозділами Силами народної оборони М'янми.
- Північна Македонія: використовувався спецпідрозділами «Tiger»[35] та офіцерами Special Support Unit[28].
- Сент-Люсія: клони MARPAT використовувались поліцією Сент-Люсії[29].
- Саудівська Аравія: Клони пустельної версії MARPAT були помічені на саудівських військових[28]. Використовувався підрозділами Al-Afwaj Regiment МВС СА[36].
- Чад: клони лісової версії MARPAT використовувались армією Чада[29].
- Чилі: клони MARPAT обмежено використовувались Збройними силами Чилі[37]. У 2021 році були замінені на камуфляж MultiCam[38].

### Недержавні актори
- Загони народної оборони (Сирійський Курдистан)[39]

## Галерея

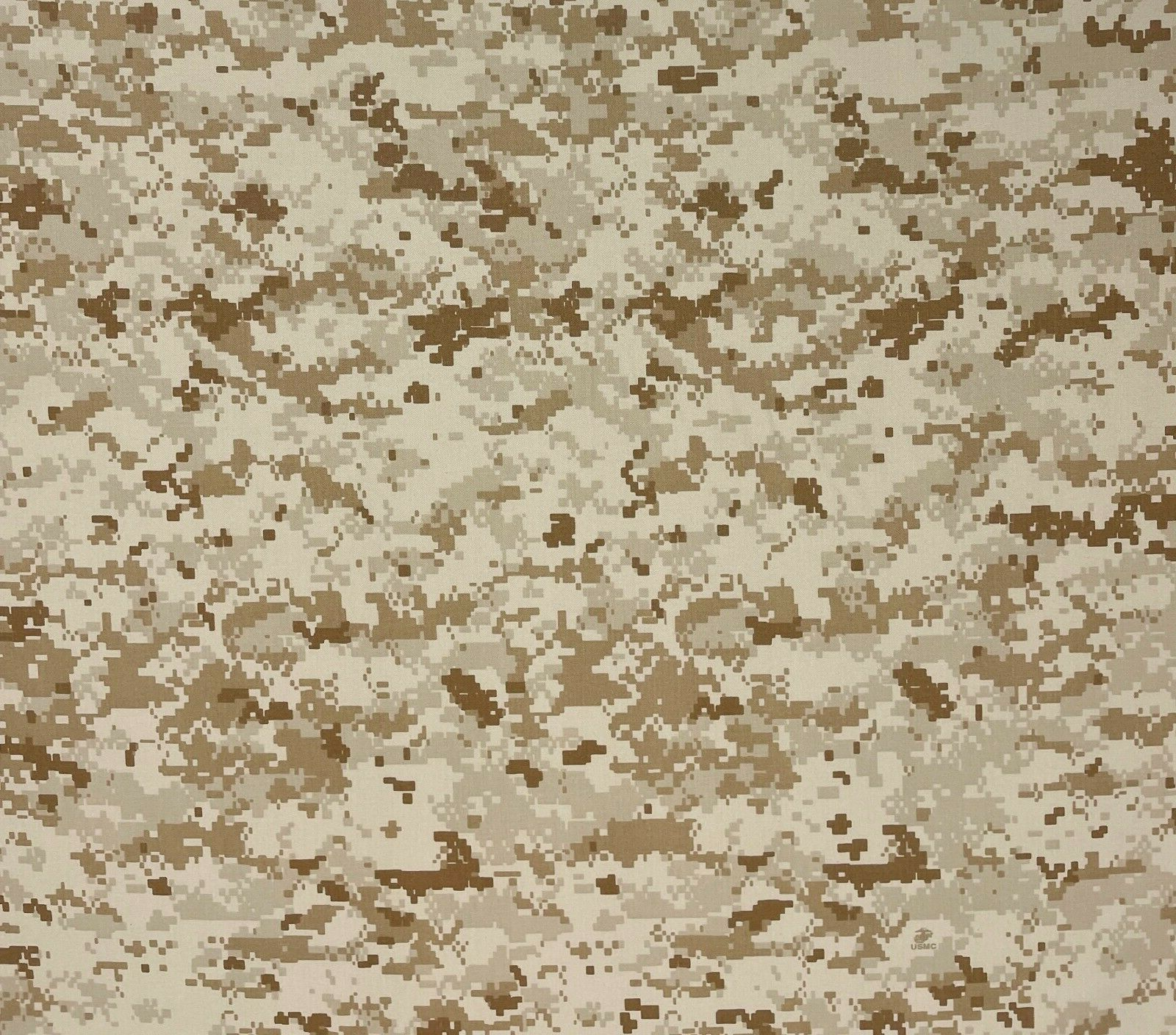
Зразок тканини шириною 24,66 дюйма (626 мм) з пустельним візерунком MARPAT
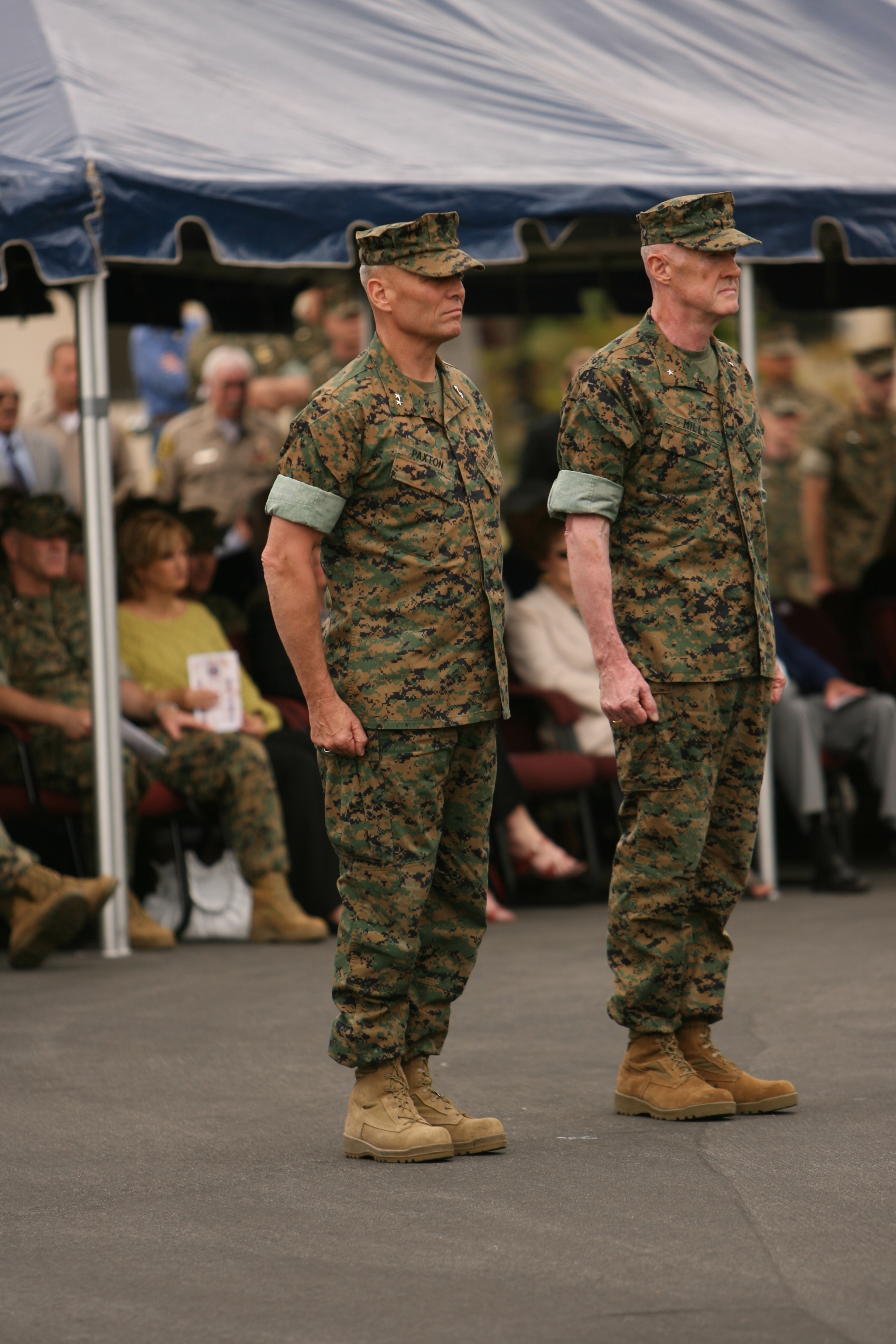
Два генерали, одягнені в лісову версію MARPAT на церемонії
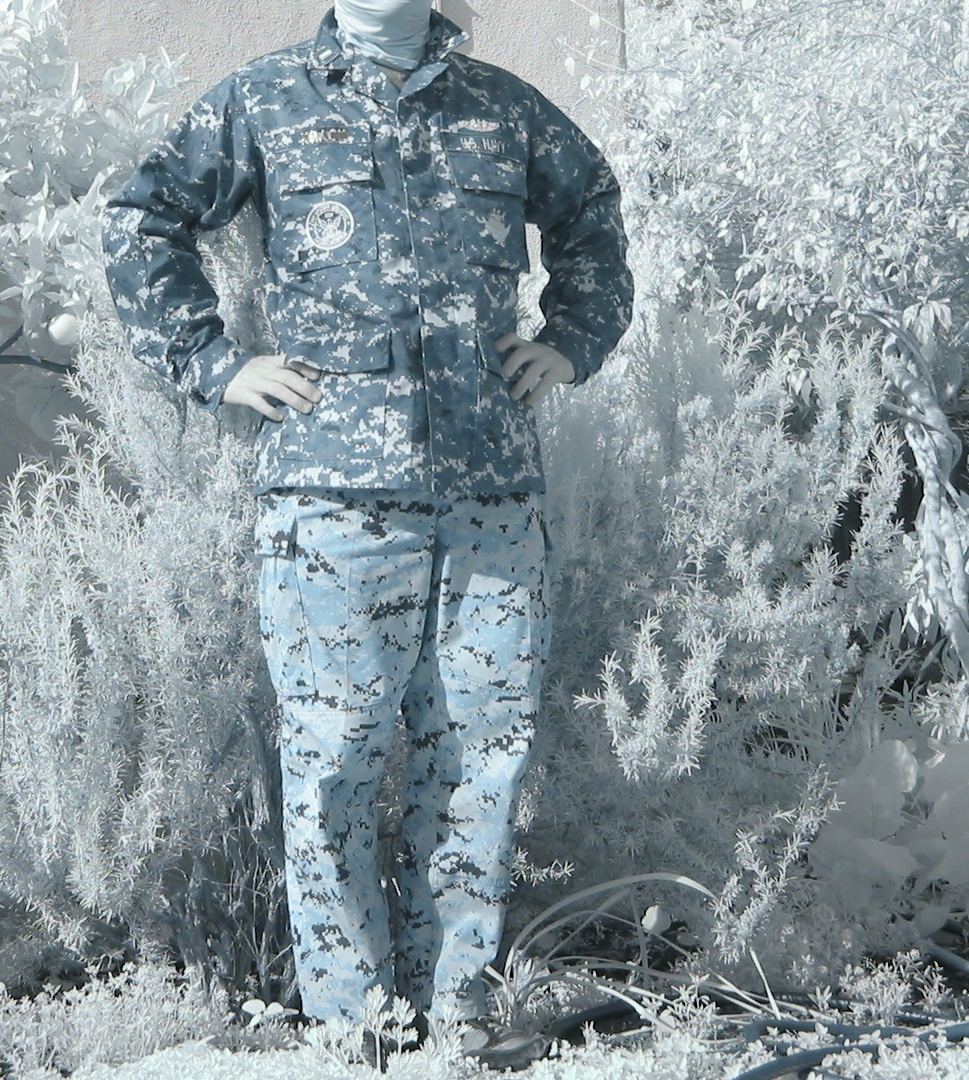
Порівняння сорочки форми ВМС зі штанами MARPAT в ближньому інфрачервоному діапазоні (прилад нічного бачення з низьким рівнем освітлення)
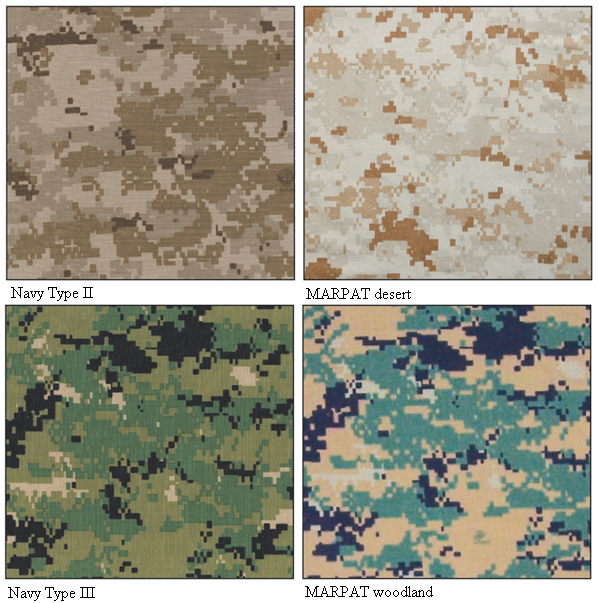
MARPAT у порівнянні з прототипами NWU Type II та Type III
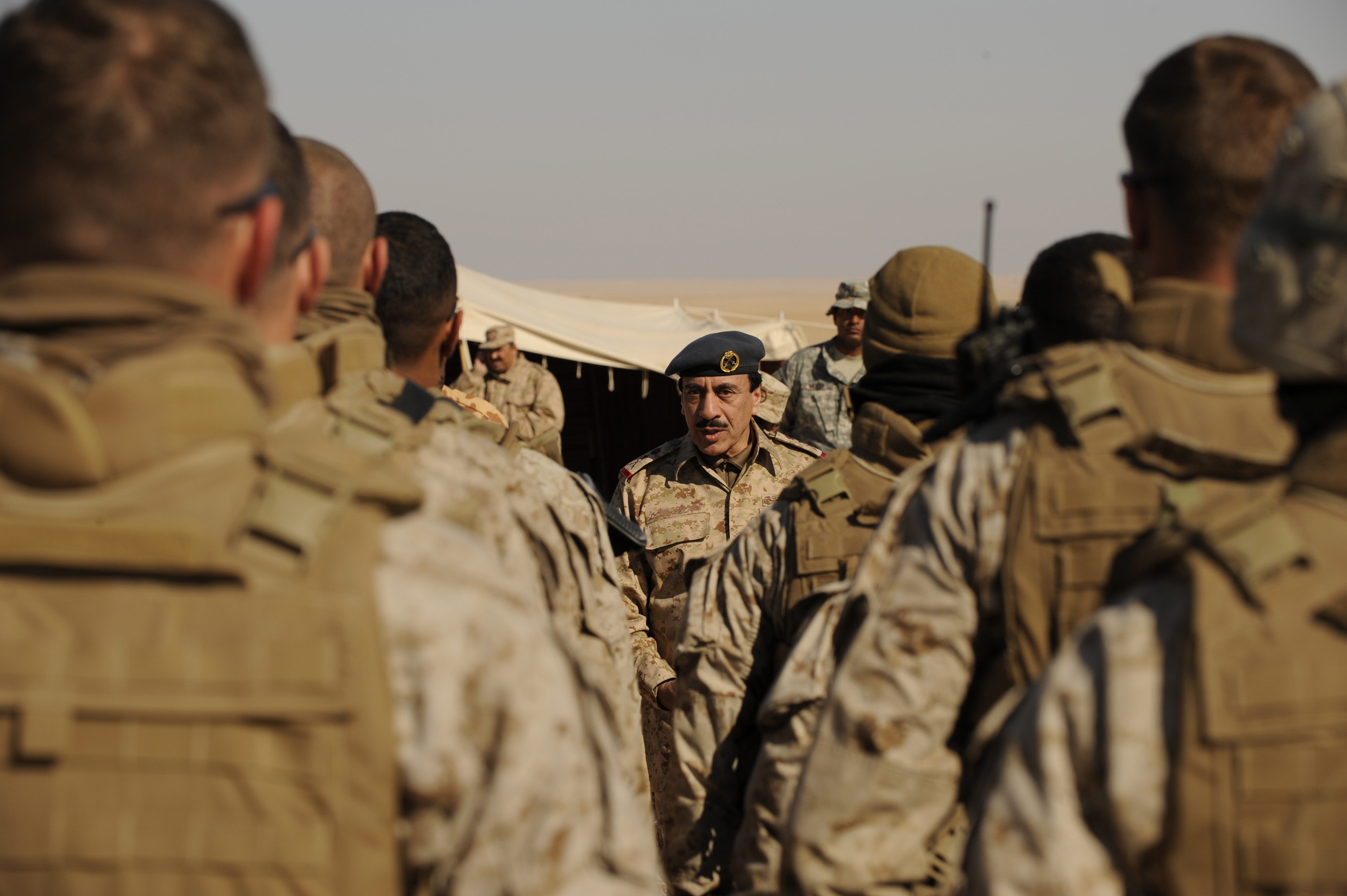
Маршал авіації Фахад Аль-Амір, начальник штабу Збройних сил Кувейту, розмовляє з морськими піхотинцями 26-го експедиційного підрозділу морської піхоти, одягненими в камуфляж, схожий на MARPAT
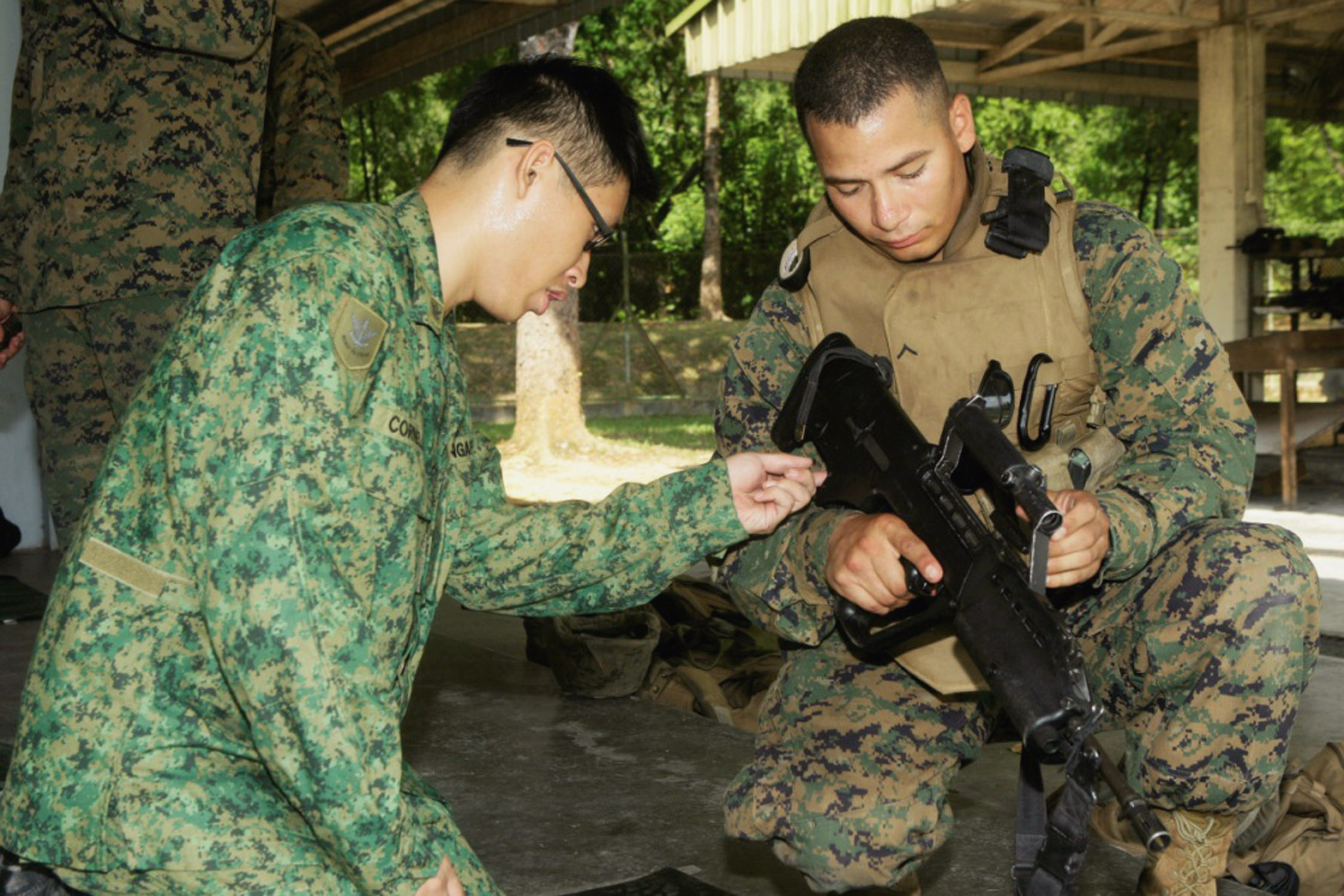
Порівняння камуфляжу сінгапурського солдата та морського піхотинця США.

## Подальше читання
- United States Marine Corps Uniform Board (September 2001). Marine Corps Combat Utility Uniform. United States Marine Corps Training and Education Command. Архів оригіналу за 19 вересня 2001. Процитовано 19 вересня 2001.
- United States Marine Corps Uniform Board (September 2001). Combat Utility Uniform Camouflage Considerations. United States Marine Corps Training and Education Command. Архів оригіналу за 20 вересня 2001. Процитовано 20 вересня 2001.
- United States Marine Corps Uniform Board (September 2001). Combat Utility Uniform - Conceptual Background. United States Marine Corps Training and Education Command. Архів оригіналу за 19 вересня 2001. Процитовано 19 вересня 2001.